# 巴奇-基什孔州
巴奇-基什孔州（匈牙利語：Bács-Kiskun megye，匈牙利語發音：[ˈbaːt͡ʃ ˈkiʃkun]）是匈牙利南部的一個州，與塞爾維亞接壤。面積8,445平方公里，是該國面積最大的州。人口513,687（2015年）。首府凯奇凯梅特。

## 行政区划

### 区份
巴奇-基什孔州划分为11个区：
- 巴乔尔马什区
- 包姚区
- 亚诺什豪尔毛区
- 考洛乔区
- 凯奇凯梅特区
- 小克勒什区
- 基什孔费莱吉哈佐区
- 基什孔豪洛什区
- 基什孔毛伊绍区
- 孔聖米克洛什區
- 蒂薩凱奇凱區

### 市镇
下設1州级市、21鎮、7大村、90村。